# トレド (原子力潜水艦)
|          |                                           |
| 艦歴     |                                           |
| 発注     | 1988年6月10日                             |
| 起工     | 1991年5月6日                              |
| 進水     | 1993年8月28日                             |
| 就役     | 1995年2月24日                             |
| その後   | 就役中                                    |
| 母港     | コネチカット州グロトン                    |
| 性能諸元 |                                           |
| 排水量   | 満載：6,927 トン、基準：6,000 トン        |
| 全長     | 110.3 m (362 ft)                          |
| 全幅     | 10 m (33 ft)                              |
| 喫水     | 9.4 m (31 ft)                             |
| 最大速   | 水上25 kt (46 km/h)、水中30+ kt (56 km/h) |
| 潜行深度 |                                           |
| 機関     | S6G reactor 1基                           |
| 乗員     | 士官12名、兵員98名                        |
| 兵装     | 21インチ魚雷発射管4門、VLS12基            |
| モットー |                                           |
|          |                                           |

トレド(USS Toledo, SSN-769)は、アメリカ海軍のロサンゼルス級原子力潜水艦の58番艦。艦名はオハイオ州トレドに因んで命名された。その名を持つ艦としてはボルチモア級重巡洋艦12番艦(CA-133)以来3隻目。

## 艦歴
トレドの建造は1988年6月10日にバージニア州ニューポート・ニューズのニューポート・ニューズ造船所に発注され、1991年5月6日に起工した。1993年8月28日にサブラ・スミス夫人によって命名、進水し、1995年2月24日にジャック・ロイ3世艦長の指揮下就役した。
トレドはイラクの自由作戦参加後、2003年4月中旬にニューロンドン海軍潜水艦基地に帰還した。
2004年12月7日、トレドはペルシア湾での「ジョン・F・ケネディ」空母戦闘群（現 空母打撃群）での6ヶ月の配備後コネチカット州グロトンに帰還した。配備の間にはクレタ島、ドバイ、バーレーンを訪問している。バーレーンからの帰路は通常とは異なったルートが選択され、スエズ運河を通過せず喜望峰を一周した。一旦北大西洋に戻った後、カリブ海で対麻薬作戦に参加した。
2006年1月31日、トレドは再びアメリカ中央軍での6ヶ月の配備に向けて出航する。トレドはドバイ、ディエゴガルシア島、ラ・マッダレーナを訪問した。配備は2006年7月31日に完了し、8月10日に艦長の交代式が行われ、ゴールドマン中佐に代わってシュナイダー中佐が艦長に就任した。
ノースロップ・グラマン社は海軍からトレドのメンテナンス作業を受注した。その初期経費は3,470万ドルと見積もられた。実際の作業を含む総額は1億7,500万ドルと見積もられる。トレドは2006年11月中旬にニューポート・ニューズ造船所に到着し、およそ13ヶ月に及ぶメンテナンス作業に入った。その内の10ヶ月間は乾ドックで作業が行われる。
ロシアの潜水艦クルスクが2000年8月12日に沈没した事故に対して、トレドとメンフィス (USS Memphis, SSN-691) がこれを撃沈したとする説がある。陰謀説の主張者はクルスクの残骸に空いた二つの穴と、事故三日後の8月15日にトレドが修理のためノルウェーに入港したことがこのことを証明しているとする。
ノルウェー軍及びアメリカ軍は事故当時現場近くにいた潜水艦を公表したが、トレドはその中に含まれなかった。また、トレドが事故の三日後に修理のため入港したことは全く別の問題であるとされた。ロシア政府はクルスクの沈没は魚雷の爆発による物と発表した。